# Часумбанский миштекский язык
Часумбанский миштекский язык (Mixteco de Chazumba, Mixteco de la frontera Puebla-Oaxaca, Northern Oaxaca Mixtec) — миштекский язык, на котором говорят в деревнях Петлальсинго, Санта-Гертрудис-Козольтепек, Сапотитлан, Тотольтепек-де-Герреро штата Пуэбла, а также в деревнях Сан-Пабло-Текикстепек и Сан-Педро штата Оахака и в Сантьяго-Чазумба на границе штатов Оахака и Пуэбла.
Часумбанский миштекский язык схож на 53 % с какалокстепекским миштекским, на 24 % с чигмекатитланским миштекским и на 19 % с куямекалкским миштекским языками. 75 % носителей рассеяны на большой территории, а в большинстве деревень меньше чем 15 % владеют миштекским языком. Большой процент населения в каждой деревне перешёл на испанский язык. Это в основном пожилые люди.